# بيل سيمون (صحفي الموسيقى)
بيل سيمون (بالإنجليزية: Bill Simon)‏ هو صحفي الموسيقى أمريكي، ولد في 1 يوليو 1920، وتوفي في 20 أغسطس 2000 في فلوريدا في الولايات المتحدة.

## وصلات خارجية
- بيل سيمون على موقع ميوزك برينز (الإنجليزية)